# Aubigny-les-Pothées

Aubigny-les-Pothées este o comună în departamentul Ardennes din nordul Franței. În 1 ianuarie 2022 avea o populație de 306 de locuitori.